# Romain Béraud
 (avril 2013).
Si vous disposez d'ouvrages ou d'articles de référence ou si vous connaissez des sites web de qualité traitant du thème abordé ici, merci de compléter l'article en donnant les références utiles à sa vérifiabilité et en les liant à la section « Notes et références ».
Pour les articles homonymes, voir Béraud.
Romain Béraud, né le 13 août 1988, est un nageur français spécialisé dans les épreuves de longue distance.   

## Biographie
Son père est entraîneur de natation et sa mère une ancienne nageuse de niveau national. Il est l’aîné de trois enfants. Sa sœur cadette est la comédienne Marie Béraud (La Nouvelle Maud, Camille redouble...).
Dès son plus jeune âge, il suit son père et « baigne » dans le milieu de la natation. À 4 ans, il participe aux 24 heures de la natation à Torcy et gagne la coupe du plus jeune nageur. Les journaux titrent : « Pas encore 5 ans et déjà 500 m ». 
Ce n’est qu’à 9 ans qu’il choisit de participer aux compétitions. Son père devient son entraîneur. Dès ce moment, en plus de la saison de natation course, il s’aligne, pour le plaisir, aux traversées estivales.
Ses résultats lui permettent d’intégrer le Pôle France d’Antibes à 14 ans. Il y côtoie, entre autres, Alain Bernard et Franck Esposito. Il se qualifie aux championnats d’Europe junior et devient, avec le club d’Antibes, champion de France du relais 4 fois 200 m nage libre dans sa catégorie d’âge.
À 16 ans, il réussit brillamment son baccalauréat série S, et muni de ce précieux sésame qui lui permettra de reprendre ses études après sa carrière sportive, il décide de se consacrer entièrement à la natation.
Régulièrement finaliste aux championnats de France, à 18 ans, il quitte le club d’Antibes pour se rapprocher de sa ville natale. C’est sous les couleurs de Clichy puis du Lagardère Paris Racing qu’il nagera avant de trouver un équilibre à Sarcelles avec Gwen Bordais son entraîneur. 
En 2013, il est le premier Français à remporter une épreuve de coupe du monde en eau libre sur 10 km,.

## Palmarès
- Médaille de bronze aux championnats de France sur 400 m 4 nages
- Champion de France du 5 km contre la montre
- Vainqueur de la première étape de la coupe du monde de marathon en eau libre, dimanche 28 janvier 2013 à Santos (Brésil)[3]
- Vainqueur de la deuxième étape le 2 février à Viedma (Brésil)[3]
- 2e des Universiades de Kazan en 2013
- 2e du FINA 10 km marathon swimming world cup 2013[4]